# Sacha Opinel
Sacha Opinel (Bourg-Saint-Maurice, 9 aprile 1977) è un ex calciatore francese, di ruolo difensore.

## Carriera
Formatosi nell'Association Sportive de Cannes, club con il quale esordisce in Ligue 1 giocandovi sei match, nel 1997 si trasferisce al L'Île-Rousse ed in seguito nella formazione riserve del Lille.
Dopo un anno è all'Ajaccio e nel 1999 si trasferisce in Scozia al Raith Rovers.
L'esperienza scozzese è breve poiché già nel 2000 si reca a giocare in Inghilterra, dove ancora milita tranne una breve parentesi in patria tra le file del Le Cres nel 2002-2003.
Con l'Ebbsfleet United Football Club, vinse nel 2008 la FA Trophy, battendo nella finale di Wembley il Torquay United.
Chiude la carriera agonistica nell'Harlow Town nel 2011.
È nipote di Eric Cantona.

## Palmarès

### Club

#### Competizioni nazionali
- FA Trophy: 1

Ebbsfleet United: 2007-2008

#### Competizioni regionali
- Kent Senior Cup: 1

Ebbsfleet United: 2007-2008